# Yasmin Paige
Pour les articles homonymes, voir Paige.
Yasmin Paige, née le 24 juin 1991 à Londres, est une actrice britannique principalement connue en Angleterre pour son rôle de Maria Jackson lors des deux premières saisons de la série The Sarah Jane Adventures, rôle qu'elle a décidé d'abandonner en 2008 pour se consacrer à ses études.

## Filmographie sélective
- 2001 : Les Autres de Alejandro Amenábar : Demoiselle d'honneur
- 2003 : Keen Eddie (Épisode Envers et contre tout) : April Kinney
- 2004 : Doctors (Épisode Look Both Ways) : Kerry Barclay
- 2007 : Trop jeune pour elle : Melanie
- De 2007 à 2008 : The Sarah Jane Adventures : Maria Jackson
- 2007 : Ballet Shoes - L'école de tous les talents (TV) : Petrova Fossil
- 2010 : Submarine de Richard Ayoade : Jordana
- De 2012 à 2014 : Pramface (série télévisée)
- 2013 : The Double de Richard Ayoade : Melanie Papadopoulos
- 2014 : Glue